# Adams Apples
Adams Apples es una serie de películas ghanesas, protagonizadas por Yvonne Okoro, Joselyn Dumas, John Dumelo, Naa Ashorkor Mensa-Doku, Anima Misa Amoah, Adjetey Anang, Helene Asante, SoulKnight Jazz, Jasmine Baroudi, Vincent McCauley, Roselyn Ngissah, Fred Kanebi. Consta de diez largometrajes, conocidos como "capítulos", producidos por Ken Attoh y dirigidos por Shirley Frimpong-Manso. Una serie dramática de televisión derivada, con el mismo título se estrenó en febrero de 2013; está ambientada un año después del décimo capítulo de la serie de películas.

## Sinopsis
El ciclo de películas sigue la vida de la familia Adams, que está formada por Doris Adams (Anima Misa Amoah), viuda de un ex diplomático, y sus tres hijas; Baaba (Yvonne Okoro), Jennifer (Joselyn Dumas) y Kuukua (Naa Ashorkor), mostrando cómo lidian con su complicada familia, vidas amorosas, secretos individuales, mentiras y arrepentimientos.

## Elenco
- Anima Misa Amoah como Doris Adams
- Yvonne Okoro como Baaba Adams Smith
- Joselyn Dumas como Jennifer Adams
- Naa Ashorkor  como Kuukua Adams
- Adjetey Anang como Albert Amankwah (o Albert Adams)
- Helene Asante como Ivy Amankwah (o Ivy Adams)
- SoulKnight Jazz como Chris Smith
- John Dumelo como Denu McCarby
- Jasmine Baroudi como Michelle
- Vincent McCauley como Foo
- Fred Kanebi como Gerald
- Roselyn Ngissah como Linda
- Fiifi Coleman como Chidi
- Sesanu Gbadebo como Eric

## Lanzamiento
La serie de películas Adams Apples ha sido elogiada por su uso predominante de estampados tradicionales de vestuario.
La mayoría de los capítulos se estrenaron con un intervalo de un mes, siendo completada en un lapso de más de diez meses.
- Adams Apples: Los lazos familiares (2011)
- Adams Apples: Conexiones retorcidas (2011)
- Adams Apples: Sillas musicales (2011)
- Adams Apples: Torn (2011)
- Adams Apples: Duplicidad (2011)
- Adams Apples: Enfrentamiento (2011)
- Adams Apples: Confessions (2011)
- Adams Apples: Fight or Flight (2012)
- Adams Apples: Misión de rescate (2012)
- Manzanas Adams: Nuevos comienzos (2012)

El avance oficial del primer capítulo se lanzó el 15 de abril de 2011. La primera película se estrenó el 21 de abril de 2011 y la última el 25 de mayo de 2012. En diciembre de 2012 se lanzó un conjunto completo de DVD, que contiene las diez películas de la serie.

## Recepción
En general, cada película fue recibida de manera positiva. Nollywood Reinvented, en su reseña de la última entrega, la elogió y comentó: "Shirley tuvo éxito al hacer de esta película 'más que una conquistadora'. Lo fascinante de las todas películas es la amplia gama de temas que toca (si no aborda completamente). Sobre todo, dándose cuenta de la importancia de la familia y confiando en que Dios resolverá las cosas". Victor Olatoye de Nollywood Critics, en su revisión de los capítulos 1 a 3, elogió el desarrollo de personajes, le dio un 3.5 de 4 estrellas y concluyó: "Si buscas una buena película que te pueda hacer sentir un poco más feliz, más inteligente, más sexy, más divertida, más emocionada y, sin embargo, llena de wahala si eso es lo que quieres, entonces Adams Apples es lo que buscas". Circumspecte en su descripción general comentó: "Emplearé una palabra para describir la última película de Shirley Frimpong Manso, Adams Apples: encantadora. Y lo es, en todos los sentidos de la palabra. Desde el guión hasta los personajes, la calidad de la imagen, música, vestuario, la promoción, todo fue hecho con mucho gusto".